# Chartreuse d'Olomouc
Une chartreuse est fondée à Tržek, près de Litomyšl, en Bohême; puis transférée près de Dolany, en Moravie, et enfin dans la ville même d'Olomouc, aujourd'hui en République tchèque.

## Histoire

### Chartreuse de Dolany (1394-1437)
Le titre de fondateur ou au moins de second fondateur de la chartreuse de la Vallée-de-Josaphat est attribué à Jobst de Moravie, margrave de Moravie, qui pose la première pierre de l'église et fait preuve d'un grand esprit de foi dans les chartes octroyées aux religieux. 
Le prieur Étienne fait construire la nouvelle chartreuse avec son église entre 1387 et 1408. Afin de lui donner de bonnes assises économiques, il s’efforce d'accroître son domaine exploitable, fait l'acquisition d'un moulin, fait creuser des étangs et planter des vignes. Comme il avait hérité de sa famille du fief de Zeltsch (Želeč aujourd'hui), il le vend et se sert de l'argent de la vente pour faire construire le monastère. Le margrave Jobst, qui  s'était porté protecteur de la chartreuse, lui fait don de deux fermes à Pollein, qui appartenaient au château de Twingenberg (Tepenec) désormais en ruines et déserté, ainsi qu'une propriété agricole à Haniowitz (Haňovice) avec un moulin. Pour la construction de l'église, Jobst offre deux cents marks et fait don du fief de Lautschen (Loučany).
En raison des relations de propriété peu claires entre les deux frères Jobst et Procope, ils donnent à la chartreuse de Dolan, dans 3 chartes de 1400 et 1405, le château de Tepenec, avec le village de Jívová. Le 24 janvier 1405, Jobst fait don aux chartreux de Dolany, du château de Tepenec et des forêts près de Jívová. Le 15 juin de la même année, Procope leur donne tous ses biens appartenant à la horde de Tepenec, à savoir les marchandises de Jívová et le 17 janvier 1406, a de nouveau permis à Jobst d'amener le monastère de Bohême à Dolany, et lui a en même temps donné quelques villages dont Jívová. Jobst confirme aux chartreux la possession de tous les villages de Dolany, Toveř, Moravičany, Palonín et Loučany. Parallèlement à cela, les chartreux ont également obtenu le droit de patronage dans ces villages.
La chartreuse est conquise par les Hussites pour la première fois en 1425, et en 1437, ils l'envahissent de nouveaux et la détruisent. Les religieux se réfugient dans la ville voisine d'Olomouc. Le monastère dévasté est finalement détruit par les bourgeois d'Olomouc eux-mêmes, de maniere qu'il ne peut  plus jamais devenir le centre du danger.

### Chartreuse d'Olomuc (1437-1782)
En 1437, les moines commence à construire la chartreuse d'Olomouc, qui est achevée vers 1443 et reçoit le nom de "Domus Vallis Josephus".
L'église du monastère consacrée à « l'Assomption de Marie » n'est pas construite avant les années 1460. Les chanoines augustins , qui ont été expulsés de Lanškroun, s'installent également près de la chartreuse, et conviennent d'une fraternité avec la chartreuse de Dolein en temps de paix .
Le monastère ainsi reconstitué devait par la suite posséder jusqu'à treize immeubles dans la même ville. Il obtient divers privilèges et faveurs des rois Matthias (1468, 1475), Vladislas (1507, 1514), Louis (1523) et Ferdinand (1527).
En 1617, le prieur František z Bernkastlu envoi des moines à Štípa, où Albert de Wallenstein leur demande de construire une chartreuse qui n'est pas achevée en raison du déclenchement de la guerre de Trente Ans et est  transférée à la chartreuse de Valdice en 1623. Les moines envoyés à Štípa reviennent à Olomouc.
Après la guerre de Trente Ans, la situation économique de la Chartreuse d'Olomouc s'améliore. Le domaine de Moravičany est acquis en 1669 et en 1675 la rénovation du complexe du monastère commence. L'église du monastère reçoit sept nouveaux autels, consacrés en 1690. Pour les moines, un nouveau choeur a été acheté sur la base de celui de la chartreuse de Brno. Au début du XVIIIe siècle, les villages de Pavlov, Lechovice et Radnice sont acquis. Une nouvelle bibliothèque est construite pour la vaste collection de manuscrits, gravures et autres livres précieux. En 1776, l'évêque d'Olomouc Mathias Franz Chorinsky von Ledske (de) consacre dans l'église du monastère rénovée un nouvel autel principal et les autels latéraux des douze apôtres et des martyrs ainsi que l'autel de Saint Jean de Nepomuk.
Le 19 janvier 1782, la chartreuse est supprimée par le roi de Bohême Joseph II dans le cadre des réformes josephiniennes. Le dernier prieur Antonín Skyba et seize moines doivent quitter le monastère. Les biens du monastère et de l'église ainsi que les œuvres d'art sont vendus et une boulangerie militaire est installée dans les bâtiments du monastère, complètement rasée en 1809. Entre 1839 et 1846, une caserne a été construite sur le site de l'ancienne chartreuse. 
Sa bibliothèque était surtout riche en incunables ou antiquités typographiques, et en ouvrages théologiques. Les archives du monastère sont parvenues aux Archives d'État de Brno. Il y a 134 manuscrits de la bibliothèque du monastère dans la bibliothèque d'État d'Olomouc. Les stalles du chœur de l'ancienne église du monastère ont été apportées à l'église Sainte-Croix de Prostějov (cs).

## Prieurs
Le prieur est le supérieur d'une chartreuse, élu par ses comprofès ou désigné par les supérieurs majeurs.
Dolany
- Étienne (†1421), premier prieur de Dolany
- Nicolas, auteur d'un Traité pour la défense des Ordres religieux.
- Laurent, dernier prieur de Dolany, premier prieur d'Olomuc.

Olomuc
- 1617 : Franz von Bernkastel ( František z Bernkastlu)
- Wiedemann
- Antonín Skyba, dernier prieur.